# Lysimachia fukienensis
Lysimachia fukienensis är en viveväxtart som beskrevs av Hand.-mazz. Lysimachia fukienensis ingår i släktet lysingar, och familjen viveväxter. Inga underarter finns listade i Catalogue of Life.